# العلا التاريخية
العُلا  تقع محافظة العُلا شمال غرب المملكة العربية السعودية وتتبع منطقة المدينة المنورة. ومن الناحية التاريخية تحتل موقع استراتيجي على معبر تجاري يسلكه التجار والقوافل قديماً ويسمى طريق البخور، وهي من ابرز المحافظات السبع التابعة للمدينة المنورة. وتشمل مساحتها 29,261 كيلومتر مربع (11,298 ميل2) . و110 كيلومتر (68 ميل) نحو جنوب غرب منطقة تيماء وتبعد 300 كيلومتر (190 ميل) شمال المدينة المنورة. تبلغ مساحة بلدة العُلا القديمة 2,391 كيلومتر مربع (923 ميل2) . عدد سكان البلدة 5,426. نسمة
تسمى عاصمة العلا قديماً (ديدان) وتضم أول موقع تراث عالمي لليونسكو في المملكة العربية السعودية المسمى مدائن صالح وتعرف قديماً بمدينة الحجر وتبعد 22كم (14 ميل) شمال العلا. والتي بنيت مبانيها من الحجر والطين منذ أكثر من 2000 عام من قبل ان يسكنها الانباط كما حصنت هذه المنطقة بأسوار.

## التاريخ

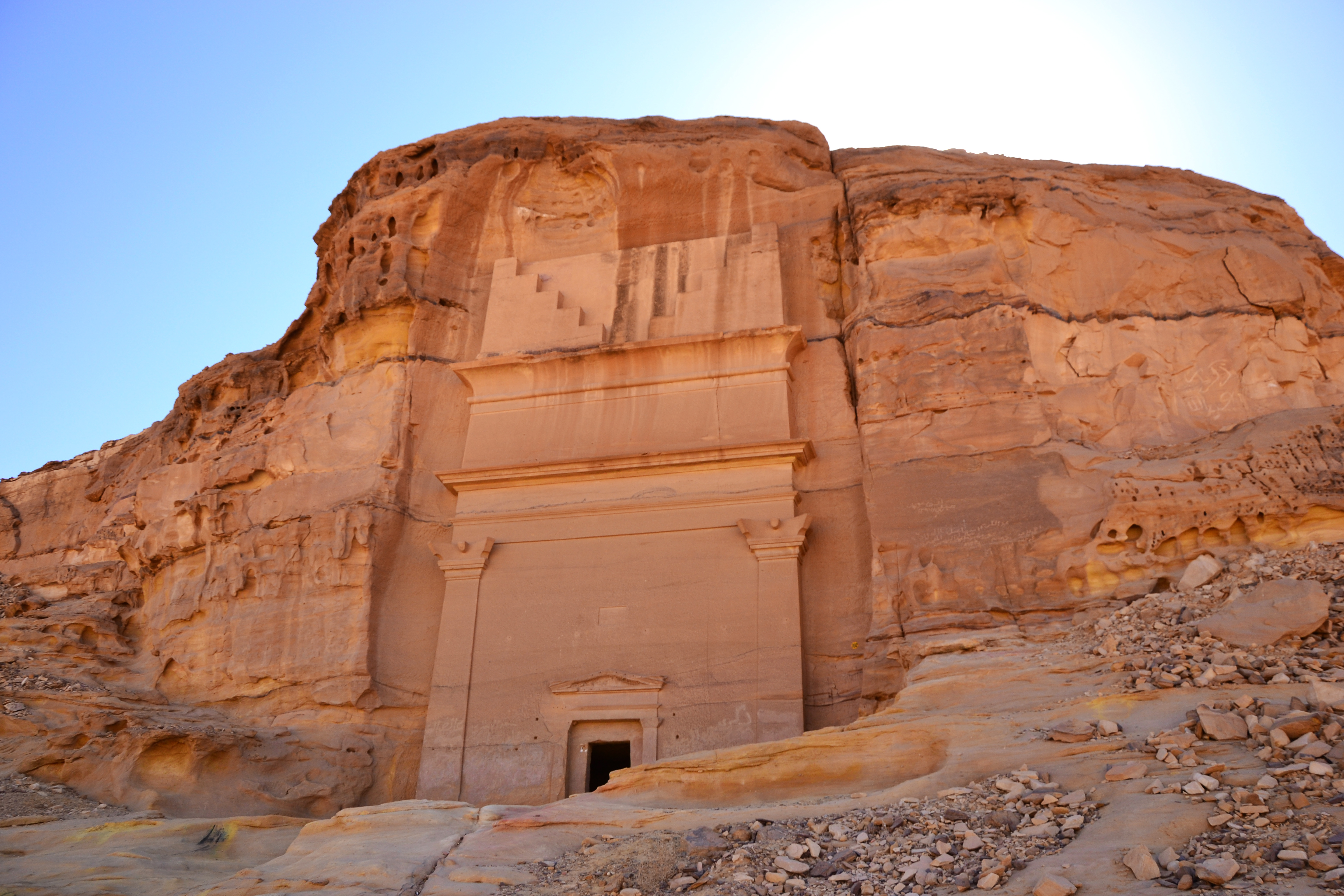
إحدى المقابر القديمة (الكبيرة) في مدائن صالح

وفي القرن السادس قبل الميلاد تأسست مدينة العلا المسورة (ديدان) وهي واحة متلألئة بتربة خصبة ومياهٌ عذبة في وادي الصحراء. وتقع على طريق التجارة الذي يسهل على التجار نقل بضائعهم كالحرير والتوابل وغيرها من شبة الجزيرة العربية ومصر حتى تصل إلى الهند.وقد يرجع تأسيس مدينة ديدان مع مملكة لحيان القديمة التي تسكن شمال العلا واستمر حكمها من القرن الثاني إلى الخامس قبل الميلاد ومرت الواحة في تاريخها القديم إلى عدة مراحل وتوسعت مملكة الديدانية بين القرنين السادس والسابع قبل الميلاد. وقد ذكرت دادان في نقوش حران ومن هذه الطريقة قام ملك بابل بتجهيز حملة عسكرية متجهه إلى شمال شبة الجزيرة العربية في عام 552 قبل الميلاد حيث قام احتلال (وإرغام) مدينة تيماء ودادان ويثرب ان يخضعوا لحكمه وفي مطلع القرن الخامس قبل الميلاد أصبح حكم المملكة وراثياً.
وفي زمن حكم مملكة لحيان منذ حوالي 100عام قبل الميلاد كان الأنباط أمراء المنطقة آن ذاك حتى عام 106 بعد الميلاد ولكن عندما غزا الرومان عاصمتهم البتراء. ولهذا انتقل حكم وقوة الأنباط إلى مدائن صالح وجعلوها عاصمتهم الثانية. وتبعد حوالي 22 كيلومتر (14 ميل) شمال العلا.
وفي عام 630 مر النبي محمد صلى الله عليه وسلم بمدينة العلا متجهاً إلى غزوة تبوك ونزل في مبيات على بعد حوالي 20 كيلومتر (12 ميل) بالقرب من مغيراء التي أصبحت آن ذاك المركز التجاري في المنطقة حيث ازدهرت مُغيراء من حوالي 650 حتى (تراجعت عن مستواها التجاري) قبل 1230. وفي القرن الثالث عشر تم بناء مدينة العلا القديمة التي كانت تعرف باسم (الديرة)، وتم إعادة استخدام العديد من أحجار مباني الديدانية ووالحيانية القديمة كما ان العلا أصبحت الآن العاصمة الرئيسية للمنطقة حتى العصر الحديث. ما بين عامي 1901 و 1908 قام العثمانيون ببناء سكة حديد الحجاز لربط دمشق بالمدينة المنورة وكان للسكك الحديدية محطات رئيسية في كل من مدائن صالح (الحجر) والعلا حيث تم بناء خط عبر الجزء الغربي من الخريبة حوالي12كم إلى الشمال من البلدة القديمة (الديرة) في العصور الوسطى والتي يعتقد أن موقع البلدة القديمة الديدانية واللحيانية التي لا تزال قائمة بشكلها الأثري.
في القرن العشرين عندما تم تأسيس مركز المدينة الجديد قاموا أهالي البلدة القديمة بالانتقال اليها كما انها تقع بجوار البلدة القديمة، غادرت اخر عائلة من البلدة كان في عام 1983 كما أقيمت اخر صلاة في مسجد البلدة القديم عام 1985وتقع بقايا وملامح البلدة القديمة ومملكة لحيان التي تعودان إلى القرون الوسطى وفي يومنا هذا تتواجد داخل المدينة الحديثة (العلا)
و قد أجريت أكثر الدراسات تفصيلاً في هذا المجال من قبل الكهنة الفرنسيين الذين زاروا المنطقة 3 مرات في عام 1907-1908-1910ولقد جمعوا عدداً كبيراً من النقوش التي تعود إلى مملكة لحيان وثمود ومينان والنبطية في حين زيارتهم لمنطقة ديدان القديمة والحجر وبناء على ابحاثهم ودراستهم كان اخلاصهم في عملهم لدراسة النقوش هو الذي شكل الأساس لجميع الدراسات والبحوث الإضافية في تاريخ العلا 
تشارلز دوتي يعد أول رحالة أوروبي قام بوصف العلا في العصر الحديث في عام 1876.وكان تشارلز هوبر في العلا عام 1881-1882. كما عاد في عام 1883 برفقة يوليوس أويتينغ.و في عام 1968 قام فريق من علماء الآثار من جامعة لندن لإجراء التحقيقات حول النقوش التي كتبوها وكان عددها حوالي خمسة عشر.
تميز محافظة العلا بجمال جبالها (هيئة وتشكيل الجبل) الذي يحيط بالوادي وجعل من هذا فرص وافرة للفن الصخري (النحت) مما يجعل العلا واحدة من أكثر المناطق الصخرية ثراءً في المملكة. وابرزها جبل إيكما الذي يتميز بواجهته الكبيرة ذات رموز ومنحوتات غريبة ومدهشة الذي يقع في الجزء الجنوبي من المحافظة وله صخرة منقوشة كبيرة تعرض مئات الصور بما في ذلك تصوير مشاهد الصيد وأنواع مختلفة من الحيوانات مثل. الوعل هو أكثر الأنواع شيوعًا ولكن يمكن أيضًا العثورعلى الجمال والخيول والأنواع الأخرى.

## المدن والبلدات والقرى
توجد في محافظة العلا أربع بلديات رئيسية
العلا: العاصمة التي تقع في الجنوب الغربي (عدد السكان 5,426)
مغيرا: يقع المركز في الجزء الجنوب الشرقي من العلا (عدد السكان 8,952) أبو راكه: يقع في الجزء الشمالي من العلا (عدد السكان 2,678)
والحجر: يقع المركز في الجزء الشمالي الشرقي (عدد السكان 1,707).

### القرية التراثية
قرية العلا التراثية والمعروفة باسم (الدِيرة) وهي قرية عربيه تقليدية انتقل اليها سكان الواحة (الواحة ارض في وسط الصحراء ذات ماء وشجر) وسكنوا بها منذ ثمانية قرون مضت وحتى القرن العشرين وتم بناء القرية على ارتفاع من الوادي بناء على ما تلحق به السيول من اضرار لسكان القرية كما بُنيت مبانيها بجوار بعضها البعض حتى توسعت القرية واحتوت على 1000منزل، اجتمعوا أهل القرية على ان يبنوا جدار في اسفل الجرف (مسار سير السيول في الوادي) على الجهة الغربية حول المدينة لحماية انفسهم والدفاع عنها

## الفترة الزمنية
إليكم تسلسل الأحداث التاريخية التي مرت بها محافظة العلا والأدلة التاريخية القديمة التي لا زالت متواجدة فيها 
| الحقبة التاريخية                                                    | الأدلة (الأحداث) |
| ------------------------------------------------------------------- | --- |
| العصر البرونزي (العصر الذي تعلم فية الانسان صناعة الادوات والسبائك) | "بدأ في القرن الرابع عشر قبل الميلاد"1-النقوش والمقابر والأدلة الموجودة في مدائن صالح 2- ومن المواقع الأثرية مقابر مدائن صالح (قصر البنت- الأسود) التي تعود إلى حوالي 2113\1892 قبل الميلاد |
| مملكة دادان (تقع شمال شبة الجزيرة العربية)                          | "بدأت من القرن الثاني إلى القرن الثامن قبل الميلاد" 1. وهي عاصمة مملكة لحيان 2. نظراً لتوفر المياه فيها أصبحت منطقة زراعية خصبة جدا ويوجد بها أنواع متعددة من المحاصيل الزراعية وتشتهر بزراعة النخيل 3. كمان ان وجودها على طريق التجارة (يسمى طريق البخور) جعل فيها ازدهار وتطور في الألفية الأولى قبل الميلاد متجهاً إلى بلاد الرافدين 4. نقوش واعمدة جبل عكمة |
| مملكة الأنباط (الحجر)                                               | "بدأت من القرن الأول قبل الميلاد إلى القرن الأول بعد الميلاد" 1. العاصمة الجنوبية للأنباط (العلا-الحجر) 2. تميزها واجهات مقابرها المنحوتة بطريقة باهره ومذهلة ومنها (الديوان، قصر البنت، قصر الفريد) 3. القنوات المائية المحفورة كالآبار 4. كما يمرطريق البخور بالمنطقة السكنية حتى يصل إلى البحر المتوسط                                                     |
| الإمبراطورية الرومانية                                              | " بدأت من القرن الثاني إلى الثالث بعد الميلاد" 1. توجد قلاعها وحصونها في الحجر 2. كما وصل حد الإمبراطورية الرومانية إلى اقصى الجنوب |
| العصر الإسلامي في (العلا)                                           | " من القرن السابع بعد الميلاد" 1. عادت حركة الحجاج في المنطقة (مدائن صالح) عبر طريق التجارة (البخور)من قبل المسافرين المتجهين إلى مكة المكرمة 2. موارد المياه |
| الدولة العثمانية                                                    | 1. بناء سكة حديد الحجاز لتنقل الحجاج 2. العمل على توفير الحماية الكافية أثناء سفر الحجاج |

## الهيئة الملكية للعلا
عام 2017 صدر مرسوم ملكي بإنشاء هيئة ملكية في محافظة العلا كما تهدف الرؤية إلى تطوير البنية التحتية وإبراز ما تملكه من التاريخ العريق والمواقع الأثرية والحرص على الحفاظ على تراثها وتاريخها الذي يعزز مكانتها كما تم اتخاذ العلا كوجهة سياحية دولية.

## خطة التنمية
لدعم نهضة السياحة في العلا قامت الهيئة الملكية للعلا بإطلاق مشروع تدريب 200 شاب وشابة من أهالي منطقة العلا من سن 17-24 أي من المرحلة الثانوية إلى المرحلة الجامعية وينقسم العدد نصفهم بنات والنصف الآخر أولاد ويقام التدريب في منطقة الرياض كما يتضمن برنامج التدريب على تدريبهم على الضيافة وتعليمهم لغات جديدة (الصينية والإنجليزية والفرنسية) وتدريبهم على الزراعة وكيفية استخدام التكنولوجيا في المياه كما يتم تزويدهم بالمعلومات الكافية حول تاريخ الثقافي والاجتماعي والطبيعي الخاص بمنطقتهم.

## السياحة
تعاونت المملكة العربية السعودية مع الخبراء المختصين من جميع انحاء العالم في تطوير مدينة العلا كما تميزت العلا في اثارها وتاريخها مما جعلها من أهم الوجهات الأثرية للسياح من جميع أنحاء العالم. في أبريل تم توقيع صفقة لمدة 10 سنوات مع فرنسا تهدف إلى التطوير والعمل على البنية التحتية وابرازها بمرافق سياحية متنوعة تليق بطبيعتها ويشمل ذلك الفنادق ايضاً كما يضم متحفًا عالميًا للثقافة والفنون.
بدأت اللجنة تنفيذ برنامج متكامل للمسح الاثري (دراسة استقصائية للمناطق الاثرية الرئيسية)في العلا حيث تم إغلاق مدائن صالح لمدة زمنية مؤقتة ومنع زيارتها، مكلفاً بالحماية وإعادة تجديدها وان يتم وضع خطة الحفاظ على البيئة وتطويرها.وبعد انتهاء المسح الأثري تعود مدائن صالح بفتح أبوابها من جديد لاستقبال الزوار من جميع انحاء العالم في عام 2020.

### منتجع شرعان
تم تخطيط لبناء منتجع سياحي مذهل مصمم على طراز الانباط باستخدام نحت الجبال.و خطة التنفيذ بداية 2020 ومن المتوقع انتهائه في 2023 كما انه يضم مساحات مبتكرة وأماكن سكنية رائعة ومطاعم ومقر لعقد المؤتمرات مجهزة بأحدث التقنيات وأماكن مريحة للاسترخاء فيه.

## مهرجان «شتاء طنطورة»
يقومون أهالي المنطقة المحليون باحتفال تقليدي بمناسبة دخول الموجة الباردة في الشتاء والتي تستمر 40 يوماً. وسمي مهرجان شتاء طنطورة نسبة إلى الساعة الشمسية الموجودة في أحد مباني البلدة القديمة (الديرة) وتأخذ شكلاً هرمياً والذي يعتمد عليها سكانها المحليون لمعرفة دخول فصول السنه ومواسم الزراعية. وفي20 ديسمبر 2018 دشن مهرجان شتاء طنطورة عامهُ الأول بسلسلة من الفعاليات من مجالات مختلفة مثل الفنون والترفية والثقافة. كما تميزها الحفلات الموسيقية التي تُقام في اخر الأسبوع في مسرح مرايا وسمي بهذا الاسم لتغطية واجهته من الخارج بالمرايا. تبدأ النسخة الثانية من شتاء طنطورة في 19 ديسمبر 2019 بما في ذلك عروض للموسيقار عمر خيرت، «إبراهيم حميدي»، أندريا بوتشيلي، ياني، كاراكالا، إنريكي إغليسياس وليونيل ريتشي.

## الليلة الفارسية في العلا السعودية
شهد مهرجان شتاء طنطورة في العلا حفل ضخم يضم مطربين إيرانيين
من 6 مارس إلى 7 مارس 2020، وقد حضر الحفل مجموعة من الشخصيات المشهورة. مثل عبي، ليلى فروهر، شهرام شابارية، شادمهر عقيلي، أندي (أندرانيك ماداديان)، أراش وساسي.

## رؤية العلا
أطلق ولي العهد السعودي الأمير محمد بن سلمان 11\2\2019 رؤية العلا التي تضم منتجعًا ومحمية طبيعية في منطقة شرعان. وتشمل الرؤية أيضاً إنشاء الصندوق العالمي لحماية وإحياء النمر العربي.

## روابط خارجية
- العلا وحضاراتها القديمة
- طريق البخور
- الشركة العربية لمناطق المنتجعات - فندق العلا أراك
- كشف أسرار الحضارة الغامضة في السعودية - بي بي سي
- تجربة العلا